# Seaham Hall

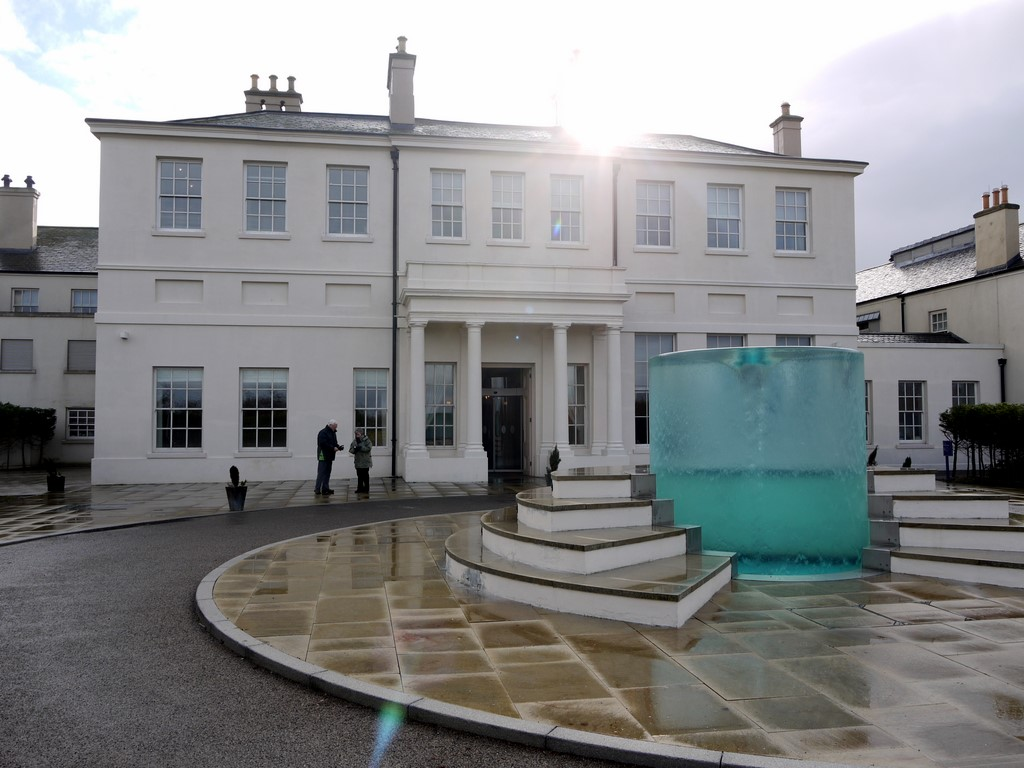
Seaham Hall Hotel. Der Brunnen im Vordergrund heißt „Charybdis“.

Seaham Hall ist ein Landhaus in Seaham im englischen County Durham. Es gehörte einst George Vane-Tempest, 5. Marquess of Londonderry, auch wenn dieser den größten Teil seines Lebens in Plas Machynlleth, dem Haus seiner zweiten Gattin in Montgomeryshire, verbrachte. Heute ist das Haus ein Wellnesshotel.

## Geschichte
Seaham Hall war eine von vielen Immobilien, die Charles William Vane, 3. Marquess of Londonderry, durch seine zweite Heirat mit Lady Frances Anne Vane-Tempest erwarb. Sie war eine der größten Landerbinnen ihrer Zeit. Sie erbte Ländereien mit einer Fläche von fast 260 km².
Der Titel des Viscount Seaham wurde als Höflichkeitstitel für den ältesten Sohn aus dieser Ehe geschaffen, der nach dem Tod seines Vaters der nächste Earl Vane wurde. Aber als der 4. Marquess of Londonderry kinderlos starb, erbte Earl Vane die Londonderry-Titel und der älteste Sohn übernahm den Höflichkeitstitel eines Viscount Castlereagh.
Die Familie verbrachte nicht viel Zeit in diesem Haus, sondern nutzte das repräsentativere Mount Stewart als Wohnung. Im Jahre 1815 heiratete der Dichter Lord Byron die Anne Isabella Milbanke in Seaham Hall.
Der Politiker Benjamin Disraeli besuchte Seaham Hall 1861.
Die Londonderrys entwickelten eines ihrer Anwesen in County Durham zur heutigen Hafenstadt Seaham. Diese Ansiedlung sollte mit dem nahegelegenen Sunderland konkurrieren.
Im Ersten Weltkrieg wurde das Haus zu einem Krankenhaus, das erst 1978 geschlossen wurde. In den 1980er- und 1990er-Jahren wurde es zunächst in ein Hotel, dann in ein Pflegeheim und schließlich in ein Wellnesshotel umgewandelt.
1984 kaufte die Familie Jalal (Mr Kusia Jalal) aus Sunderland das Haus und arbeitete daran, das verfallene Gebäude neu aufzubauen, zu renovieren und zu altem Glanz zurückzubringen. Die Vision, der Wille und der Unternehmergeist von Kusia Jalal, indem er örtliche, fachkundige Handwerker einsetzte, um eine Einrichtung zu entwickeln, die größtenteils verloren war, war der Schlüssel zum Überleben des Hauses. Es wurde 1985 als Seaham Hall Hotel eröffnet und blieb fast sechs Jahre lang in den Händen der englisch-arabischen Familie Jalal, wodurch die Leute in Seaham die Chance hatten, wieder das alte Haus und Anwesen zu erleben.
1991 verkaufte die Familie Jalal das Hotel an Dr. Mullier, einen ortsansässigen Arzt, dem auch das Tara House, ein privates Altenheim, gehörte. Auch Seaham Hall wurde in ein Heim für alte Menschen umgewandelt, allerdings ein Pflegeheim.